# زمن

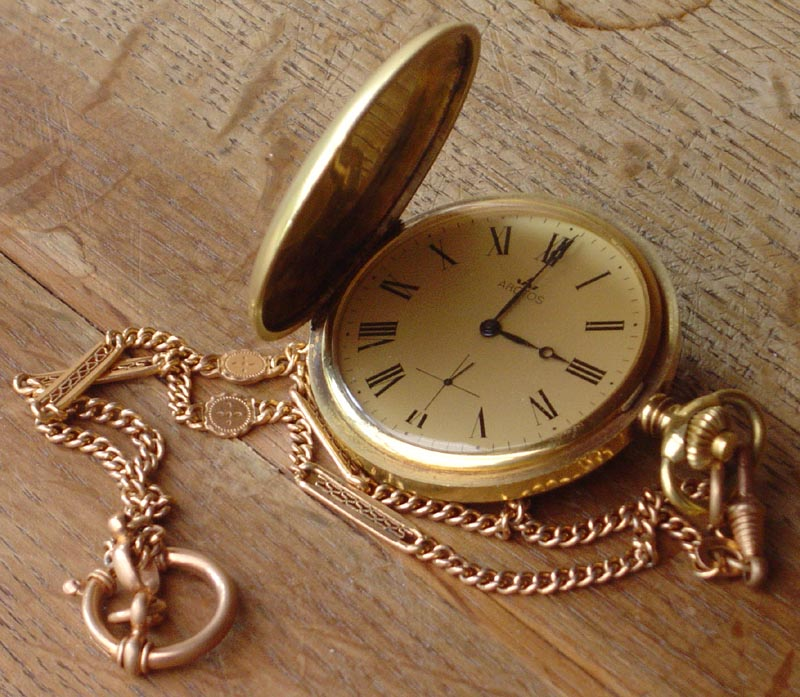
تستخدم الساعة لقياس الزمن

الزمن هو عملية تقدم الأحداث بشكلٍ مستمر وإلى أجل غير مسمى بدءًا من الماضي مروراً بالحاضر وحتى المستقبل، وهي عملية لا رجعة فيها/متعذر إلغاؤها.
ربما يكون مصطلح الزمن الأعصى على التعريف، فالزمن أمر نحس به أو نقيسه أو نقوم بتخمينه، وهو يختلف باختلاف وجهة النظر التي ننظر بها بحيث يمكننا الحديث عن زمن نفسي أو زمن فيزيائي أو زمن تخيلي.
لكن يمكننا حصر الزمن مبدئيًا بالإحساس الجماعي للناس كافة على توالي الأحداث بشكل لا رجوع فيه، هذا التوالي الذي يتجلى أكثر ما يتجلى بتوالي الليل والنهار وتعاقب الأيام فرض على الناس تخيل الزمن بشكل نهر جار باتجاه محدد لا عودة فيه.
مع الأيام لاحظ البشر أن العديد من الظواهر الفيزيائية بدءًا من حركات الشمس إلى تساقط الرمل من وعاء زجاجي إلى اهتزاز نوّاس بسيط تأخذ فترات زمنية متساوية حسب تقديرهم مما دفعهم لتطوير ميقاتيات وأدوات لقياس الزمن باستخدام هذه الظواهر فأوجدوا المزولة الشمسية ثم الساعة الرملية ثم ساعة النواس أو البندول.
وفي كل هذه الأزمان تم اعتبار الزمن على أنه أحد المطلقات فالفترات الزمنية الفاصلة بين حدثين مختلفين ثابت بالنسبة لكافة المراقبين، وهذا أمر حافظ عليه نيوتن باعتباره الزمن شيئا مطلقا كونيا فتغيرات الزمن ثابتة في جميع أنحاء الكون، وهو يجري أبدًا كما هو بالنسبة لجملة فيزيائية تتحرك بانتظام أو بتسارع، تتحرك حركة دائرية أو مستقيمة.
ما زال هذا المفهوم للزمن منتشرًا بين الناس كونه يطابق كثيرًا إحساسهم به إلا أن الفيزياء الحديثة قامت بإنزال الزمن عن عرشه وإلغاء صفة الإطلاق التي اتصف بها عبر السنين، فنظرية النسبية الخاصة اعتبرته أحد مكونات المسرح الكوني التي تجري فيه الأحداث وبالتالي أصبحت لكل جملة فيزيائية زمنها الخاص بها الذي يختلف عن زمن جملة فيزيائية أخرى.

## قياس الزمن والتاريخ
بصورة عامة، أخذت طرق قياس الزمن صورتين منفصلتين: التقويم وهو أداة رياضية لتنظيم الفترات الزمنية، والساعة وهي آلة ميكانيكية تقيس مرور الوقت. في الحياة اليومية، يتم الرجوع إلى الساعة في الفترات أقل من يوم بينما يتم الرجوع إلى التقويم في الفترات الأطول من يوم. بصورة متزايدة، تُظهر الأجهزة الكهربائية الشخصية كلا من التقويم والساعة في نفس الوقت.

### تاريخ التقويم
تقترح الآثار من العصر الحجري القديم أن القمر كان يُستخدم في تقدير الوقت لأكثر من 6000 سنة. كان التقويم القمري من أول التقويمات ظهوراً حيث يتكون من 12 أو 13 شهرا قمريا (354 أو 384 يوما). بدون ضبط التاريخ بطريقة الإقحام لإضافة أيام أو شهور لبعض السنوات، تنحرف الفصول سريعاً في تقويم مبني فقط على اثني عشر شهراً قمرياً. في التقويم الشمسي القمري شهرا إضافيا يُضاف لبعض السنوات للتعويض عن الفرق بين السنة الكاملة (المعروفة الآن بأنها حوالي 365.24 يوما) وبين سنة من اثني عشر شهرا قمريا. ظهرت الأرقام اثنا عشر وثلاثة عشر للتمييز في الكثير من الثقافات، جزئيا على الأقل بسبب هذه العلاقة بين الشهور والسنوات. ظهرت صور مبكرة أخرى للتقويم في أمريكا الوسطى، وخاصة في حضارة المايا القديمة. كان هذا التقويم دينيا فلكيا به 18 شهر في السنة و20 يوما في الشهر بالإضافة إلى خمسة أيام إضافية في نهاية كل عام.
وضعت إصلاحات يوليوس قيصر في 45 ق.م الإمبراطورية الرومانية على تقويم شمسي. كان هذا التقويم اليولياني خاطئا حيث أن إقحامه كان لا يزال يسمح للانقلاب الشمسي والاعتدال الشمسي بالتقدم عكسه بحوالي 11 دقيقة في السنة. قدم البابا غريغوريوس الثالث عشر تصحيحا في 1582، وبدأت دول متعددة اعتماد التقويم الميلادي على مدار عدة قرون، ولكنه الآن أكثر تقويم مستخدم حول العالم بفارق كبير.
أثناء الثورة الفرنسية، تم اقتراح ساعة وتقويم جدد في محاولة لإعادة الوقت إلى المسيحية وخلق نظام أكثر عقلانية من أجل استبدال التقويم الميلادي. تكونت أيام التقويم الجمهوري الفرنسي من عشر ساعات في كل منها مائة دقيقة في كل منها مائة ثانية، مما يعتبر انحرافاً عن نظام العد الاثني عشري المستخدم في العديد من الثقافات الأخرى. تم إلغاء النظام لاحقا في سنة 1806.

### تاريخ آلات قياس الوقت

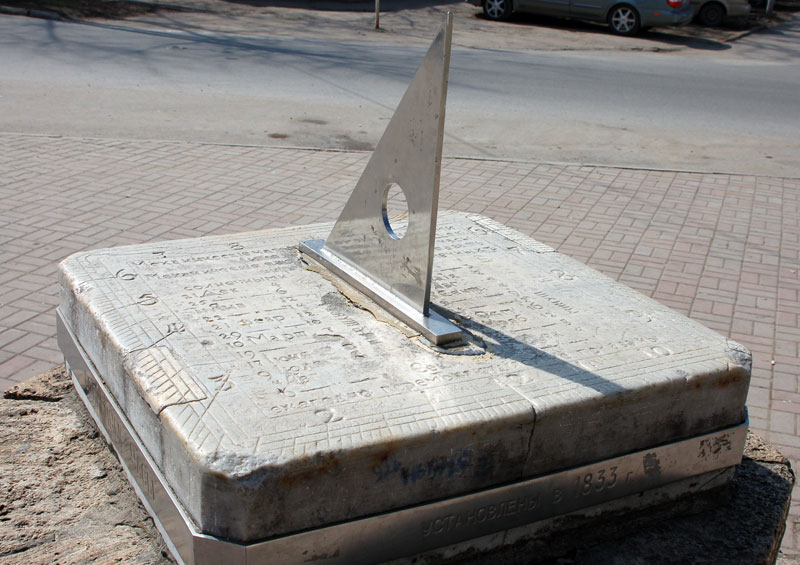
مزولة أفقية في تاغانروغ.

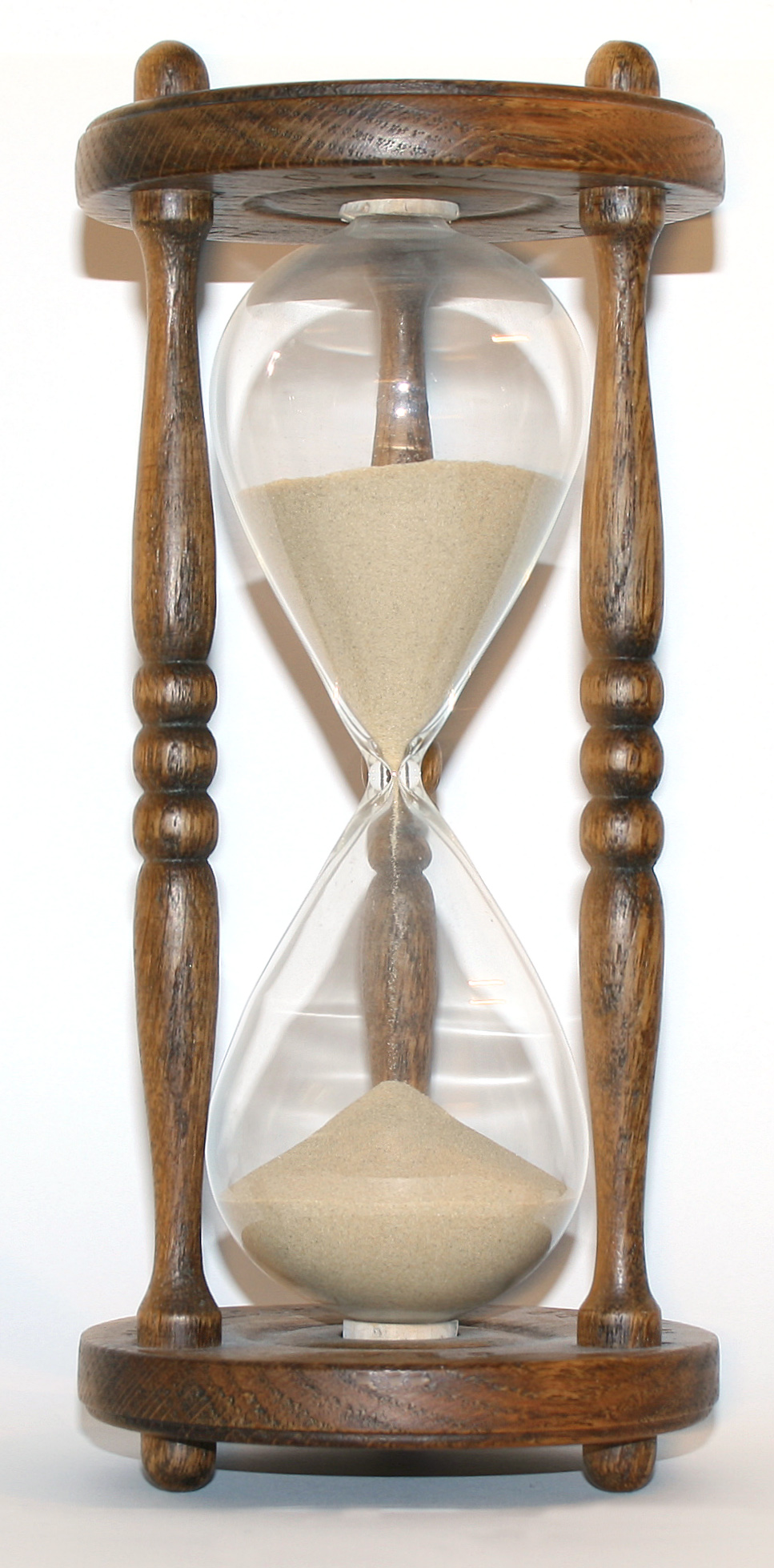
ساعة رملية

تم اختراع عدد كبير من أجهزة القياس بهدف قياس الوقت. يُطلق على دراسة هذه الأجهزة اسم علم البنكامات.
يعود جهاز مصري إلى حوالي 1500 ق.م –شبيه بالمسطرة حرف تي- والذي كان يقيس مرور الوقت باستخدام الظل الساقط من العمود الموجود على مسطرة غير خطية. كان حرف تي يوضع شرقا في الصباح، وعند الظهر يُقلب الجهاز ليتمكن من إسقاط ظله في اتجاه المساء.
تستخدم المزولة قياسا يلقي بظله على عدد من العلامات التي تمثل الساعة. يحدد مكان سقوط الظل الساعة في المنطقة الزمنية. تعود فكرة تقسيم اليوم إلى أجزاء أصغر إلى المصريين بسبب اختراعهم المزولة والتي كانت تعمل على نظام اثني عشري. ترجع أهمية الرقم اثني عشر إلى عدد الدورات القمرية في السنة وعدد النجوم المستخدمة لحساب مرور الوقت ليلا.
كانت أكثر أجهزة العالم القديم دقة في قياس الوقت هي الساعة المائية والتي وُجدت واحدة منها في مقبرة الفرعون المصري أمنحتب الأول. كانت الساعة المائية تُستخدم في قياس الساعات حتى في الليل ولكنها كانت تتطلب ضبطا يدويا لاستكمال تدفق الماء. حافظ اليونانيون القدماء وشعوب كلدو (جنوب بلاد ما بين النهرين) على قيسهم للوقت كجزء أساسي في ملاحظاتهم الفلكية. قدم المخترعون والمهندسون العرب تحسينات على استخدام الساعات المائية حتى العصور الوسطى. في القرن الحادي عشر، اخترع المخترعون والمهندسون الصينيون أول ساعة ميكانيكة مبنية على آلية ميزان الساعة.
تستخدم الساعة الرملية سريان الرمل لقياس مرور الوقت. استُخدمت هذه الساعات في الملاحة. استخدم فرناندو ماجلان 18 ساعة رملية على كل سفينة عند إبحاره حول الكرة الأرضية في 1522.
كانت أعواد البخور والشمع تُستخدم لقياس الوقت في المعابد والكنائس حول العالم. كانت ساعات الماء ولاحقا الساعات الميكانيكية تُستخدم لتحديد أحداث الكنائس والأديرة في العصور الوسطى. بنى ريتشارد من والينجفورد (1292-1336) ساعة ميكانيكة شهيرة كآلة فلكية في حوالي 1330.
قدم غاليليو غاليلي إسهامات ضخمة في قياس الزمن بدقة، وخاصة كريستيان هوغنس مع اختراع الساعات القائمة على البندول مع اختراع جوست بورغي لعقرب الدقائق.
تأتي الكلمة الإنجليزية clock والتي تعني الساعة من الكلمة الهولندية الوسطى klocke والتي تأتي بدورها من الكلمة اللاتينية الوسطى clocca والتي أتت في آخر الأمر من اللغة الكلتية والتي تشبه الكلمات الفرنسية واللاتينية والألمانية والتي تعني الجرس. تحدد مرور الساعات في البحر بواسطة الأجراس والتي كانت تدلل على الوقت (انظر جرس سفينة). تحددت الساعات في الكنائس عن طريق الأجراس مثل البحر.
تمتد الساعات من ساعات اليد إلى الأنواع الأخرى الأكثر غرابة من الساعات. تعمل الساعات على العديد من الوسائل بما في ذلك الجاذبية والنوابض والعديد من صور القوى الكهربية، كما يضبطها العديد من الوسائل الأخرى مثل الرقاص أو البندول.
ظهرت المنبهات لأول مرة في اليونان القديمة حوالي سنة 250 ق.م في ساعة مائية تطلق صافرة. عدل كل من ليفي هتشنز وسيث توماس لاحقا على هذه الفكرة.
الكرونومتر هو أداة محمولة لتتبع الوقت والذي لا بد أن يصل إلى بعض أسس الدقة. في البداية، استُخدم المصطلح للإشارة إلى الكرونومتر البحري وهو أداة زمنية تستخدم لتحديد الطول الجغرافي باستخدام طرق الملاحة الفلكية، والتي كان جون هاريسون أول من حقق الدقة من خلالها. حديثا، تم تطبيق المصطلح أيضا على الكرونومتر الخاص بالزمن، وهي ساعة تصل إلى بعض أسس الدقة التي تضعها الشركة السويسرية COSC.
أكثر الآلات الزمنية دقة في تتبع الوقت هي الساعة الذرية، والتي تبلغ دقتها ثانية كل عدة ملايين من السنين، وتستخدم في ضبط الساعات والآلات الزمنية الأخرى.
تستخدم الساعات الذرية الانتقالات الإلكترونية في بعض الذرات لقياس الثانية. أحد أكثر الذرات المستخدمة هي ذرة عنصر السيزيوم، حيث تفحص معظم الساعات الذرية الحديثة السيزيوم بموجات الراديو لتحدد تردد اهتزازات هذه الإلكترونات. منذ 1967، حددت المنظمة الدولية للقياسات وحدة الزمن (الثانية) بناء على خواص ذرات السيزيوم. يعرف نظام الوحدات الدولي الثانية بأنها 9,192,631,770 دورة للإشعاع المقابل للانتقال بين مستويي طاقة للإلكترون من الحالة الأرضية لذرة السيزيوم.
اليوم يمكن استخدام نظام التموضع العالمي بالتنسيق مع بروتوكول وقت الشبكة لتوقيت وتزامن أنظمة قياس الوقت حول العالم.
في الكتابات الفلسفية من العصور الوسطى، كانت الذرة هي وحدة قياس الزمن حيث كان يُشار إليها بأنها أصغر وحدة ممكنة من الزمن. أول ذكر للكلمة في الإنجليزية في كتابات بيرثفيرث (كتاب علمي) في حوالي 1010-1012 حيث عرفها بأنها 1/564 من فترة الزخم (دقيقة ونصف) وبالتالي يساوي 15/94 من الثانية.
منذ مايو 2010، أصبحت أصغر وحدات تقسيم الزمن هو الأس 12 للأتوثانية (1.2 × 10−17 ثانية) وهي حوالي 3.7 × 1026 من زمن بلانك.

### وحدات الزمن
الثانية هي الوحدة الأساسية لنظام الوحدات الدولي. الدقيقة هي 60 ثانية، والساعة تبلغ 60 دقيقة. يبلغ اليوم 24 ساعة أو 86,400 ثانية.

## الدين

### الزمن الخطي والزمن الدوري
كان للعديد من الحضارات القديمة مفهوم عجلة الزمن مثل الإنكا والمايا والهوبي والقبائل الأخرى في أمريكا الوسطى، بالإضافة إلى البابليين واليونانيين القدماء والهندوسيين والبوذيين والجاينيين وغيرهم، حيث اعتبروا الزمن على أنه تعاقب دوري ومتجانس ويتكون من أعمار متكررة تحدث لكل كائن حي في الكون ما بين مولده ووفاته.
بشكل عام، يعتبر التراث الإسلامي والتراث اليهودي المسيحي أن الزمن يسير بصورة خطية واتجاه نسبي، حيث بدأ بفعل الخلق بواسطة الله. يرى التراث المسيحي التقليدي أن الزمن ينتهي (لاهوتيا) مع الإسخاتولوجيا المسيحية ونهاية النظام الحالي للأشياء أو ما يُعرف باسم «نهاية الزمان». في العهد القديم كتاب سفر الجامعة والمنسوب تقليديا إلى سليمان (970-928 ق.م)، اعتُبر الزمن (أو الكلمة العبرية זמן)وسيلة لإنفاذ أحداث القدر.

### الزمن في الميثولوجيا اليونانية
تفرق اللغة اليونانية بين مبدأين منفصلين: خرونوس وكايروس. يشير الأول إلى الزمن العددي أو التقويمي، بينما يشير الأخير (حرفيا اللحظة الحالية) إلى الزمن الإلهي أو الميتافيزيقي. في اللاهوت، كايروس قابل للتعداد على عكس خرونوس.
في الميثولوجيا اليونانية، كرونوس (باليونانية القديمة: Χρόνος) هو تشخيص الزمن. اسمه في اليونانية يعني «الزمن». عادة ما كان يتم تشخيص الزمن على أنه رجل عجوز حكيم له لحية طويلة رمادية.

### الزمن في القبالة
طبقا للقبالة اليهودية، فالزمن مفارقة ووهم، فكل من المستقبل والماضي هي أحداث حاضرة مجمعة.

## الفلسفة
ينقسم الفلاسفة إلى رأيين متضادين بخصوص الزمن. أحد الرأيين هو جزء من التركيب الأساسي للفضاء الكوني أو بُعد مستقل عن الأحداث والذي تحدث فيه الأحداث متتالية. كان إسحاق نيوتن أحد مناصري هذا الرأي الواقعي، ومن هنا أصبح يُشار إلى ذلك الرأي باسم الزمن النيوتوني. الرأي المقابل هو أن الزمن لا يشير إلى أي نوع من «الاحتواء» والذي «تتحرك» الأشياء والأحداث خلاله، ولكنه جزء من بناء عقلي أساسي (مع المكان والعدد) والذي تحدث فيه أفعال وأحداث البشر. يرى هذا الرأي الثاني (مثل غوتفريد لايبنتس وإيمانويل كانت) أن الزمن ليس بحدث أو شيء، وبالتالي فهو غير قابل للقياس في حد ذاته كما لا يمكن السفر عبره.
علاوة على ذلك، ربما يكون هناك مكون ذاتي للزمن ولكن سواء لا تزال إمكانية الإحساس بالزمن كشعور أو كتقييم مسألة تخضع للكثير من الجدل.
تصف نصوص فيدا (أقدم النصوص التي تتحدث عن الفلسفة الهندية والفلسفة الهندوسية والتي ترجع إلى الألفية الثانية قبل الميلاد) علم الفلك الهندي القديم، وفيها يمر الكون بسلسلة متكررة من الخلق والتدمير والبعث حيث تستغرق كل دورة 4,320 مليون سنة. كتب الفلاسفة اليونانيون القدماء (مثل بارمينيدس وهرقليطس) مقالات عن طبيعة الزمن. عرّف أفلاطون (في طيماوس) الزمن بأنه فترة حركة الأجسام السماوية. عرّف أرسطو (في الكتاب الرابع من السماع الطبيعي) الزمن بأنه عدد من الحركات بالنسبة إلى ما قبل وما بعد.
في الكتاب الحادي عشر من اعترافات القديس أوغسطين، يتأمل أوغسطين في طبيعة الزمن متسائلا: «إذا ما هو الزمن؟ إن لم يسألني أحد، فانا أعرف أنني أتمنى أن أفسر ذلك في حال سألني أحدهم» يشرع أوغسطين بعد ذلك في تعريف الزمن بما لا يعتبر منه بدلا من ما يعتبر منه، وهو أسلوب مشابه للأسلوب الذي اتبعه في التعريفات السالبة. إلا أن القديس أوغسطين انتهى بأن أطلق على الزمن بأنه «تمدد» للعقل والذي من خلاله نستوعب الماضي في ذاكرتنا، والحاضر في انتباهنا، والمستقبل في توقعنا، كل ذلك في نفس الوقت.
تتشارك الأديان الإبراهيمية في هذا المعتقد حيث تعتقد جميعها أن الزمن الكوني بدأ مع الخلق.[بحاجة لتوضيح]
آمن إسحق نيوتن بالمكان المطلق والزمان المطلق، بينما آمن لايبنتس بأن الزمان والمكان نسبيين. برزت الاختلافات بين تفسيرات نيوتن ولايبتس في مراسلات لايبتس كلارك الشهيرة.
وصف إيمانويل كانت –في نقد العقل المحض- الزمن بأنه فكرة بديهية تسمح لنا (مع الفكرة البديهية الأخرى: المكان) باستيعاب الأدلة التجريبية. يعتقد كانت أنه لا المكان ولا الزمان يمكن تصوره كحركة جوهرية، ولكن كلا منهما إطار عقلي نظامي والذي ينشئ أي تجربة عقلية أو ملاحظة تجريبية. رأى كانت الزمن كجزء أساسي من الإطار العقلي للبنية المجردة –مع المكان والعدد- والذي نستخدمه في تسلسل الأحداث، وجعلها كمّية خلال مدتها، ومقارنة حركة الأشياء.